# Probluz
Probluz (německy Problus) je část obce Dolní Přím v okrese Hradec Králové. Nachází se na severu Dolního Přímu. V roce 2009 zde bylo evidováno 78 adres. V roce 2001 zde trvale žilo 155 obyvatel.
Probluz je také název katastrálního území o rozloze 3,61 km2. V obci se nachází i základní škola a mateřská škola, která je určena žákům 1. stupně a dětem v předškolním věku. V současné době je ředitelkou základní a mateřské školy Mgr. Olga Marečková.

## Historie
První písemná zmínka o obci pochází z roku 1347.

## Památky
- Barokní kostel Všech svatých z let 1690–1691. Jeho věž byla poškozena v bitvě u Hradce Králové
- kaplička sv. Františka z Assisi z 19. století
- kaplička sv. Antonína z Padovy
- pozůstatek roubené zájezdní hospody[7]
- pomníky bitvy u Hradce Králové z roku 1866
- Fara (čp. 1) – kulturní památka
- Meteorologický sloup z roku 1924[8]